# Kísérőzene (Erdély)
Kísérőzene a romániai magyarok körében (1918–1980) – színházaink műsorán szereplő számos darab kísérőzenével kerül előadásra, s így a zene eszközei hozzájárulnak a lírai, humoros, drámai helyzetek hangulatának fokozásához, a szereplők jellemének ábrázolásához. Kevésbé fontos szerepet kap a kísérőzene az átvezető közzenében vagy az egyszerűbb betétekben. Az eszközöket illetőleg a hagyományosaktól az elektronikus, gépi muzsikáig e műfajban minden változat megtalálható, jellegénél fogva főleg a filmkísérő-zenénél a kísérleti elemeknek is fontos szerep juthat.

## Színházi kísérőzene

### A két világháború közt
A romániai magyar zeneszerzők sorában színpadi kísérőzene komponálására vállalkozott a két világháború közti időben – néha eredeti népi forrást is idézve – Csíki Endre (Szigligeti Ede: A cigány, 1935; Áprily Lajos: Idahegyi pásztorok, 1938) és gyermekeknek szánt muzsikával Delly-Szabó Géza (László Marcella: Nótás Zsuzsika, 1929). Melodrámával ebben az időben a klasszikus hagyományokat tiszteletben tartó kivitelezéssel Nemes Elemér jelentkezett (Mikes, 1928).

### 1945 utáni évtizedek
Az 1945 utáni évtizedek számos kísérőzenével ellátott alkotása közül megemlíthetők a következő szerzők művei: Boros Zoltán (Al. Kirițescu: Michelangelo; Tabéry Géza: Álomhajó; Brecht: Galy Gay; Shakespeare: Szeget szeggel; Dumitru Radu Popescu: Andilandi), Csíky Boldizsár (Méhes György: Noé bárkája), Csíky Csaba (Williams: Az ifjúság édes madara; Shakespeare: Hamlet; Veress Dániel: Véres farsang), Czakó Ádám (Méhes: Barbár komédia; O' Neill: Amerikai Elektra; Veress Dániel: Mikes; Faulkner: Rekviem egy apácáért; Sombori Sándor: Gábor Áron; Németh László: Papucshős; Tömöry Péter: A pipacsok halála; Csávossy György: Édes méreg), Demián Vilmos (Shakespeare: III. Richard; Katona: Bánk bán), Fátyol Tibor (Euripidész: Oresztesz), Jakab Lajos (Fodor Sándor: Csipike), Jodál Gábor (Szophoklész: Antigoné), Junger Ervin (Tolsztoj-Piscator: Háború és béke; Schiller: Ármány és szerelem; Dürrenmatt: Az öreg hölgy látogatása; Shakespeare: Romeó és Júlia; V. Hugo: Ruy Blas), Kálmán Andor (Csíky: Nagymama; Aurel Baranga: Boldogság iskolája), Kisfalussy Bálint (Benedek Elek: Többsincs királyfi), Kozma Mátyás (Szophoklész: Antigoné), Márkos Albert (Kiss Jenő: Három nap egy esztendő), Márton Jenő (Csepreghy Ferenc: A piros bugyelláris), Oláh Tibor (Euripidész-Sartre: Trójai nők; Madách: Az ember tragédiája; Titus Popovici: Horia, film), Orbán György (Caragiale: Gyöngeségek láncolata; Kemény Zsigmond: Özvegy és leánya), Szabó Csaba (Molnár Ferenc: Liliom; Tamási Áron: Énekes madár), Szalay Miklós (Victor Eftimiu: Prométheusz, Mrożek: Strip-tease; Lacour: Érettségi előtt; Méhes: Peleskei nótárius; Ilie Băieșiu: Megbocsátás), Szarvady Gyula (Sütő András: A szúzai menyegző), Szeghő Péter (Kenéz Ferenc: Szabadon választott gyakorlatok), Valkai András (Katona József: Bánk bán), Vermesy Péter (Méhes György: Oroszlán a kastélyban; Frisch: Don Juan, avagy a geometria szerelme; Illyés Gyula: Kegyenc; Kocsis István: A korona aranyból van; Páskándi Géza: A király köve; Szigligeti: Liliomfi; Madách: Az ember tragédiája; Brecht: Svejk a második világháborúban; Bajor Andor: Szürke délután; Shakespeare: Lóvá tett lovagok), Zoltán Aladár (Shakespeare: Vízkereszt).
További kísérőzene-bemutatások: Kostyák Alpár Ki vele (Sinkó Zoltán szövegére, 1980), Balogh István Hirosima mosolya (Eugen Jebeleanu szövegére, 1986), Csutak István Medvetánc (József Attila verse nyomán, 1987) c. alkotása.

## Bábszínházi kísérőzene
Bábszínházi darabokhoz írt kísérőzenét többek között Chilf Miklós (Kemény János: A félénk nyulacska; Tolsztoj-Márk Sándor: Buratino kalandjai), Szabó Csaba (Arany: Toldi; Bajor: Paródiák; Creangă-Sütő: Csodatarisznya; Fazekas Mihály: Ludas Matyi) és Vermesy Péter (Bajor: A titokzatos kalucsni; Maeterlinck: Kék madár; Grimm: Hamupipőke; A brémai muzsikusok; Kovács Ildikó: Kék süni; A lusta kis mozdony; Cini Samu kalandjai; Karinthy-Kovács: Micimackó; Palocsay Zsigmond: Lepkeszárnyon; Aki búsul, megöregszik; Tamási Áron: Búbos vitéz; Szegény ördög; Mircea Vaida: Papírszív; Sütő András: Ördögűző tarisznya).

## Filmkísérő-zene
Filmkísérő-zenével Oláh Tibor: Avalanșa; Străzile au amintiri; Pisica care moare; Brâncuși: Sărutul; Comoara din Vadul-vechi, Rebreanu: Răscoala; Castelanii, Meandre, Zodia fericirii, Zile de vară, Răutăciosul adolescent; Mihai Viteazul) és Vermesy Péter (Kocsis: A jegykezelő futása) jelentkezett.

## Montázs-muzsika
Nyilvántartunk néhány úgynevezett montázs-muzsikát is, ilyen Szalay Miklós összeállítása Miller: Bűnbeesés után, Mrożek: A kéz és Rozor: Véndiákok c. darabjához. Szőcs Géza verseihez Antal István szerzett kísérőzenét.

## Pantomim muzsika
Pantomimhez és kísérleti színpadhoz Vermesy Péter komponált zenét (Kovács Ildikó: Pantomim-sorozat; Csokonai Vitéz Mihály: Karnyóné; Shakespeare: Szentivánéji álom).